# 가흥 조씨
가흥 조씨(嘉興曺氏)는 전라남도 진도군을 관향으로 하는 한국의 성씨이다. 시조 조천령(曺千齡)은 조선 중종 때 문과에 합격하여 부사(府使)를 지냈다.

## 역사
가흥 조씨 시조 조천령(曺千齡)은 조국주(曺國柱)의 아들로 조선 중종 때 문과에 합격하여 부사(府使)를 지냈다.

## 본관
가흥(嘉興)은 전라남도 진도군(珍島郡) 북쪽에 속해 있는 지명으로 백제 때에는 추산(抽山) 혹은 원산(猿山)이라 불렸다. 후에 나당연합군에 의해 백제가 망하자 도산(徒山)으로 개칭되어 대방주(帶方州)의 일부로 편입되었다가 757년(신라 경덕왕 16) 뇌산현(牢山縣)이 되어 무주(武州：지금 光州)의 속현이 되었다. 940년(고려 태조 23) 행정구역 개편으로 가흥이라 고쳐 부르기 시작했고, 1018년(현종 9)에는 진도군(珍島郡)의 속현으로 편입되었다. 이후 명칭에 대한 기록이 실전되어 자세한 위치는 알 수 없으나 현재 전라남도 진도군 군내면(郡內面) 둔전리(屯田里)와 월가리 일대로 추정된다.

## 과거 급제자
가흥 조씨는 조선시대 문과 급제자 4명을 배출하였다.
문과
조무훈(曹武勛) 조석(曹錫) 조신준(曹臣俊) 조천령(曹千齡)
무과
조응량(曹應亮)
생원시
조균(曹鈞) 조석(曹錫) 조신각(曹臣恪) 조신준(曹臣俊)
진사시
조석(曹錫) 조욱(曹旭) 조일(曹馹)

## 인구
가흥 조씨는 2000년 대한민국 통계청 인구조사에서 566가구, 1,609명으로 조사되었다.

## 같이 보기
- 창녕 조씨

## 참고 자료
- “가흥조씨(嘉興曺氏)”. 뿌리를 찾아서.[깨진 링크(과거 내용 찾기)]